# Brito (dessinateur)
 (septembre 2017).
Si vous disposez d'ouvrages ou d'articles de référence ou si vous connaissez des sites web de qualité traitant du thème abordé ici, merci de compléter l'article en donnant les références utiles à sa vérifiabilité et en les liant à la section « Notes et références ».
Pour les articles homonymes, voir Carlos Ferreira, Brito et Ferreira.
Brito, de son vrai nom Carlos Alberto Brito Ferreira do Amaral est un dessinateur né à Lisbonne en 1943. Il est parti pour Paris en 1963 pour des raisons politico-militaires.
Il poursuit des études de commerce à Lisbonne puis obtient une licence de sociologie à Paris. Il n'a pas de formation artistique. Homme à tout faire (ou presque) de 1957 à 1980, il devient ensuite reporter-dessinateur. Salarié au Canard Enchaîné et pigiste au Monde, il est également collaborateur bénévole à La Raison et à Finisterra au Portugal.
Il obtient le Grand prix de l'humour vache 2004 au Salon international du dessin de presse et d'humour.
Voir aussi Jean Brulelou, dit Jehan Brito.